# Froges
Froges ist eine französische Gemeinde mit 3334 Einwohnern (Stand: 1. Januar 2022) im Département Isère in der Region Auvergne-Rhône-Alpes; sie gehört zum Arrondissement Grenoble und zum Kanton Haut-Grésivaudan. Die Einwohner werden Frogiens genannt.

## Geografie
Froges ist eine Gemeinde im Tal des Grésivaudan. Die Isère bildet die westliche Gemeindegrenze. Umgeben wird Froges von den Nachbargemeinden Le Champ-près-Froges im Norden, Les Adrets im Osten, Laval-en-Belledonne im Süden und Südosten, Villard-Bonnot im Südwesten sowie Crolles im Westen.

## Bevölkerungsentwicklung
| Jahr                       | 1962 | 1968 | 1975 | 1982 | 1990 | 1999 | 2006 | 2018 |
| Einwohner                  | 2279 | 2631 | 2303 | 2191 | 2330 | 3092 | 3500 | 3361 |
| Quellen: Cassini und INSEE |      |      |      |      |      |      |      |      |

## Sehenswürdigkeiten

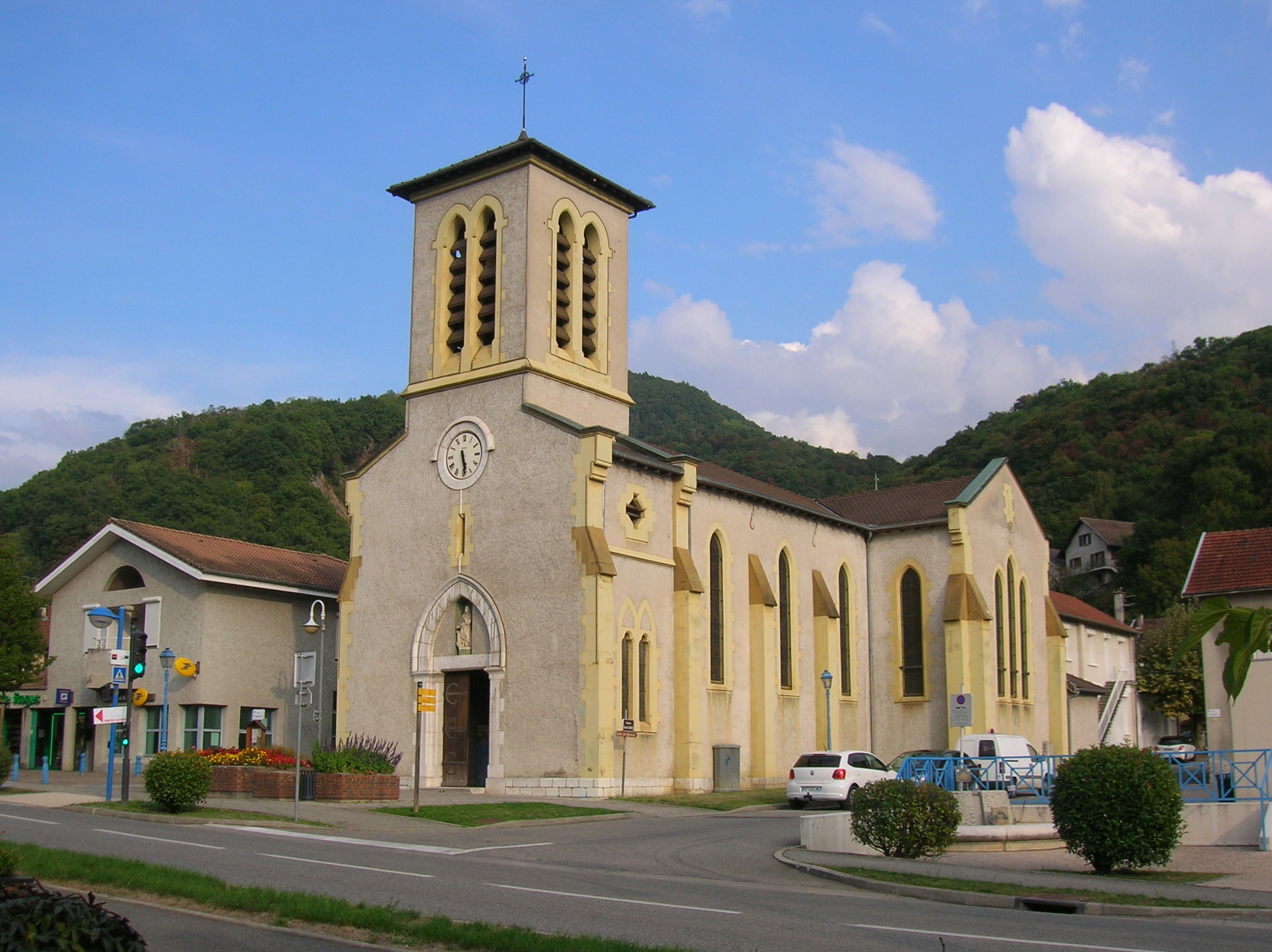
Kirche Sainte-Barbe

- Kirche Sainte-Barbe

## Gemeindepartnerschaft
Mit der san-marinesischen Gemeinde Acquaviva besteht seit 1984 eine Partnerschaft.